# Culebrón (mitología)
El Culebrón o Viborón es una criatura mitológica de la cultura y tradición rural de Chile y Argentina relacionado con leyendas de riqueza, generalmente los avistamientos son en los ríos y lugares donde hay agua o en los montes.
En la cultura mapuche en chile los antiguos hombres que habitaban en los campos, se dice que estos seres aparecían por pactos o rituales para obtener riquezas, en ese entonces las riquezas significaban, "mucho ganado y muchas tierras", estos se les criaba en los ranchos con leche de vaca.
Cómo se describe el Culebrón o Vivorón en chile:
- serpiente con pelo, tuza o melena en su cabeza, grande como la llanta de una camioneta y tiene escamas.

## Descripción
La leyenda de esta criatura sería el equivalente al mito del Cuélebre, con una probable relación entre ambos mitos, o de una probable influencia del mito europeo. 
Se le describe como una criatura que recuerda a una gran serpiente de cuerpo grueso y alargado, mayor a 2 metros de largo; pero a diferencia de las serpientes u otro reptil, sería peluda, presentando un pelaje de color negro y fino a veces similar a plumas, y una cabeza muy grande con ojos rojizos, que producto del cabello se asemejaría a una cabeza de ternero, cordero o de caballo con larga melena.  
Igualmente destaca que el término Culebrón o Viborón antiguamente en algunas ocasiones, por confusión, también solía ser usado para describir a otras criaturas míticas semejantes a serpientes y que comúnmente son conocida por otros nombres, tales como el Piuchén, Basilisco chilote, etcétera.

## Leyenda
La tradición rural dice que la gran serpiente peluda trajina principalmente de noche, aunque a veces lo hace de día. En estado salvaje atacaría a los caminantes y arrieros, incluso llegando a devorarlos cuanto los encuentra a su paso; y por ello siempre se debe evitar los lugares donde se sabe que habitaría. Se dice que esta criatura suele vivir en madrigueras, cumpliendo en algunas de ellas la labor de guardián de algún misterioso "entierro" (tesoro enterrado).  
Para alimentarse, el culebrón tendría el poder mágico de sugestionar y atraer con la mirada a su víctima, aunque esté a larga distancia, ya sean personas o animales; y cuando está muy hambrienta, con una gran fuerza, es capaz de absorber a los animales enteros, porque su estómago es inmensamente grande. Sin embargo cuando dispone de un territorio con numerosas presas, como hábito preferiría amamantarse en los animales vacunos a los cuales atraería con su cola para beber de su leche (esto ya que tendría una gran predilección por la leche) y/o preferiría comer presas más pequeñas, como las aves de corral. Luego de alimentarse se introduciría de nuevo en su escondite generalmente entre los pastizales de un sitio eriazo o en un bosque de poco acceso, y allí viviría o proseguiría nuevamente su camino subterráneo hacia otro lugar. 
Como guardián de un tesoro, se dice que esta criatura se gestaría (sería atraído al lugar) al cabo de 40 días luego de enterrar un tesoro, generalmente de monedas de plata en el interior de un cántaro. Posteriormente, si el dueño o alguien ambicioso desea desenterrar el tesoro, habría que proceder a rociar aguardiente en el lugar donde está o se cree que está ubicado el tesoro; con el fin de lograr embriagar al culebrón y así lograr sustraer el tesoro. 
Igualmente la tradición rural dice que esta mítica criatura del mismo modo que es atraída por riquezas, también tiene la capacidad mágica de atraer la riqueza a la persona que posea un culebrón, al otorgarle al dueño prosperidad en todo lo que realiza. Para ello, se señala que para domesticar a un culebrón es necesario previamente haberle arrancado tres pelos de los más largos a un culebrón en estado salvaje; y luego depositar los tres pelos en una fuente llena con leche, a objeto que cobren vida y puedan alimentarse. Después de un tiempo nacerán tres criaturas y el más fuerte devorará al resto y lentamente irá creciendo hasta tomar la forma de un verdadero culebrón. Posteriormente, el culebrón se alimentaría con leche de una vaca que el dueño tendrá sólo para el culebrón. Igualmente como un ritual, todos los años el dueño deberá matarle un animal o darle algún pariente o persona cercana, y dejarle la sangre en un lugar que sólo el culebrón sabe. Siempre el dueño de un culebrón debe alimentar a este ser, teniendo este deber como una obligación perentoria; pero si por alguna razón comienza a descuidar al Culebrón, ésta criatura se irá del lugar, con lo cual su exdueño inevitablemente quedara en la pobreza; y en el peor de los casos incluso terminara con pagar ese fatal descuido con su propia vida o con la vida de sus familiares.
También se cuenta que en ciertas ocasiones el mismo diablo u otro demonio mandado por él, se presentaría con esta forma ante el hombre codicioso, con el objetivo de hacer un pacto diabólico de riqueza con él; en el cual el hombre le ofrecería su alma y/o la vida de otras personas (generalmente enemigos o trabajadores de la persona que hace el pacto), a cambio de beneficios.